# Noordwest (Veenendaal)
Noordwest is een wijk in de gemeente Veenendaal in de Nederlandse provincie Utrecht. In de wijk wonen ruim 9.400 mensen.

## Geschiedenis
Noordwest is een wijk in Veenendaal. De wijk bestaat uit oudere buurten en twee grote industrieterreinen.

## Buurten
De wijk bestaat uit de buurten: 
- Molenbrug
- 't Hoorntje
- De Pol
- De Gelderse Blom
- De Compagnie
- De Batterijen

## Voorzieningen
In de wijk ligt de begraafplaats van Veenendaal. Met De Compagnie en De Batterijen liggen twee grote industrieterreinen in de wijk.

## Openbaar vervoer
Vanaf station Veenendaal-De Klomp rijdt de buslijn 83 via de Compagnie richting station Veenendaal West en station Veenendaal Centrum.
Wijken: Centrum · Noordoost · Zuidoost · Zuidwest · Noordwest · West

Buurten: Koopcentrum · Vijgendam en omgeving · Schrijverswijk · Beatrixstraat en omgeving · Dragonder-Noord · Dragonder-Oost · Dragonder-Zuid · Spitsbergen · Veenendaal-Oost · Engelenburg · Boslaan en omgeving · Petenbos-West · Petenbos-Oost · De Groene Velden · 't Goeie Spoor en omgeving · Franse Gat · Salamander · Molenbrug · 't Hoorntje · De Pol · De Gelderse Blom · Oudeveen en De Schans en omgeving · Componistenbuurt · Vogelbuurt · Schepenbuurt · Dichtersbuurt
Industriegebieden: Het Ambacht · Nijverkamp · De Faktorij en De Vendel · De Compagnie · De Compagnie-Oost · De Batterijen
Buitengebieden: Fort Buurtsteeg · Bezuiden de Dijkstraat · De Blauwe Hel · Bezuiden de Middelbuurtseweg
Utrecht · Plaatsen in de provincie      Nederland · Provincies · Gemeenten